# Western Division (WHA)
Die Western Division war eine Divisions in der nordamerikanischen Eishockey-Profiliga WHA.
Anfangs gab es neben der Western Division nur die Eastern Division zur dritten Saison wurde die Anzahl der Teams erhöht und so kam die Canadian Division hinzu. Nach zwei Jahren reduzierte man für ein Jahr wieder auf zwei Divisions.
Der Name der Division leitete sich von den geographischen Lage der Teams, die in ihr spielten ab, d. h., dass in der Western Division die Teams spielten, die im Westen Nordamerikas beheimatet waren.

## Teams
| 1972/73                   | 1973/74            | 1974/75                         | 1975/76                    | 1976/77         |
| ------------------------- | ------------------ | ------------------------------- | -------------------------- | --------------- |
| Alberta Oilers            | Edmonton Oilers    |                                 |                            | Edmonton Oilers |
| Chicago Cougars           |                    |                                 |                            |                 |
|                           |                    |                                 | Denver Spurs/Ottawa Civics |                 |
| Houston Aeros             |                    |                                 |                            |                 |
| Los Angeles Sharks        | Los Angeles Sharks | Michigan Stags/Baltimore Blades |                            |                 |
| Minnesota Fighting Saints |                    |                                 |                            |                 |
|                           |                    | Phoenix Roadrunners             |                            |                 |
|                           |                    | San Diego Mariners              |                            |                 |
|                           | Vancouver Blazers  |                                 |                            | Calgary Cowboys |
| Winnipeg Jets             | Winnipeg Jets      |                                 |                            | Winnipeg Jets   |

## Meister
- 1973 – Winnipeg Jets
- 1974 – Houston Aeros
- 1975 – Houston Aeros
- 1976 – Houston Aeros
- 1977 – Houston Aeros